# Анти-Гутгарта-2 тема
Те́ма анти-Гу́тгарта-2 — тема в шаховій композиції. Анти-форма теми Гутгарта-2. Суть теми — після вступного ходу білих створюється загроза, в якій білі непрямо (опосередковано) розв'язують тематичну чорну фігуру. В захисті від загрози чорна зв'язана фігура рухається по лінії зв'язки і включається на стратегічну лінію і загроза не проходить, виникають інші мати.

## Історія
Ця ідея походить від базової форми теми Гутгарта-2, запропонована російським шаховим композитором Семеном Семеновичем Левманом (09.11.1896 — 31.03.1942).
Анти-форма теми — це зміна базових тактичних моментів, характерних для основної теми, на протилежні тактичні моменти. Отже, в базовій формі теми є виключення тематичної фігури зі стратегічної лінії, в анти-формі навпаки — включення, в базовій формі теми тематичні мати проходять у варіантах, в анти-формі — тематичний мат є в загрозі.
Ідея дістала назву тема анти-Гутгарта-2.

## Синтез з іншими темами
Для вираження теми є механізми, в яких використовується і включення чорної тематичної фігури іншою, і рух по лінії зв'язки тематичної фігури. В результаті в задачі буде виражено теми анти-Гутгарта-2 і анти-Гутгарта-1
|   | a | b | c | d | e | f | g | h |   |
| 8 | b8 білий ферзь · d8 чорний слон · a7 чорна тура · e7 чорний пішак · c6 чорний пішак · e6 білий пішак · a5 білий пішак · c5 чорний король · d5 білий кінь · e5 білий слон · g5 біла тура · a4 чорна тура · f4 чорний пішак · b3 білий слон · d3 чорний пішак · a2 чорний кінь · b2 білий пішак · c2 чорний ферзь · f2 білий кінь · h2 білий король · b1 чорний слон · c1 біла тура | b8 білий ферзь · d8 чорний слон · a7 чорна тура · e7 чорний пішак · c6 чорний пішак · e6 білий пішак · a5 білий пішак · c5 чорний король · d5 білий кінь · e5 білий слон · g5 біла тура · a4 чорна тура · f4 чорний пішак · b3 білий слон · d3 чорний пішак · a2 чорний кінь · b2 білий пішак · c2 чорний ферзь · f2 білий кінь · h2 білий король · b1 чорний слон · c1 біла тура | b8 білий ферзь · d8 чорний слон · a7 чорна тура · e7 чорний пішак · c6 чорний пішак · e6 білий пішак · a5 білий пішак · c5 чорний король · d5 білий кінь · e5 білий слон · g5 біла тура · a4 чорна тура · f4 чорний пішак · b3 білий слон · d3 чорний пішак · a2 чорний кінь · b2 білий пішак · c2 чорний ферзь · f2 білий кінь · h2 білий король · b1 чорний слон · c1 біла тура | b8 білий ферзь · d8 чорний слон · a7 чорна тура · e7 чорний пішак · c6 чорний пішак · e6 білий пішак · a5 білий пішак · c5 чорний король · d5 білий кінь · e5 білий слон · g5 біла тура · a4 чорна тура · f4 чорний пішак · b3 білий слон · d3 чорний пішак · a2 чорний кінь · b2 білий пішак · c2 чорний ферзь · f2 білий кінь · h2 білий король · b1 чорний слон · c1 біла тура | b8 білий ферзь · d8 чорний слон · a7 чорна тура · e7 чорний пішак · c6 чорний пішак · e6 білий пішак · a5 білий пішак · c5 чорний король · d5 білий кінь · e5 білий слон · g5 біла тура · a4 чорна тура · f4 чорний пішак · b3 білий слон · d3 чорний пішак · a2 чорний кінь · b2 білий пішак · c2 чорний ферзь · f2 білий кінь · h2 білий король · b1 чорний слон · c1 біла тура | b8 білий ферзь · d8 чорний слон · a7 чорна тура · e7 чорний пішак · c6 чорний пішак · e6 білий пішак · a5 білий пішак · c5 чорний король · d5 білий кінь · e5 білий слон · g5 біла тура · a4 чорна тура · f4 чорний пішак · b3 білий слон · d3 чорний пішак · a2 чорний кінь · b2 білий пішак · c2 чорний ферзь · f2 білий кінь · h2 білий король · b1 чорний слон · c1 біла тура | b8 білий ферзь · d8 чорний слон · a7 чорна тура · e7 чорний пішак · c6 чорний пішак · e6 білий пішак · a5 білий пішак · c5 чорний король · d5 білий кінь · e5 білий слон · g5 біла тура · a4 чорна тура · f4 чорний пішак · b3 білий слон · d3 чорний пішак · a2 чорний кінь · b2 білий пішак · c2 чорний ферзь · f2 білий кінь · h2 білий король · b1 чорний слон · c1 біла тура | b8 білий ферзь · d8 чорний слон · a7 чорна тура · e7 чорний пішак · c6 чорний пішак · e6 білий пішак · a5 білий пішак · c5 чорний король · d5 білий кінь · e5 білий слон · g5 біла тура · a4 чорна тура · f4 чорний пішак · b3 білий слон · d3 чорний пішак · a2 чорний кінь · b2 білий пішак · c2 чорний ферзь · f2 білий кінь · h2 білий король · b1 чорний слон · c1 біла тура | 8 |
| 7 | b8 білий ферзь · d8 чорний слон · a7 чорна тура · e7 чорний пішак · c6 чорний пішак · e6 білий пішак · a5 білий пішак · c5 чорний король · d5 білий кінь · e5 білий слон · g5 біла тура · a4 чорна тура · f4 чорний пішак · b3 білий слон · d3 чорний пішак · a2 чорний кінь · b2 білий пішак · c2 чорний ферзь · f2 білий кінь · h2 білий король · b1 чорний слон · c1 біла тура | b8 білий ферзь · d8 чорний слон · a7 чорна тура · e7 чорний пішак · c6 чорний пішак · e6 білий пішак · a5 білий пішак · c5 чорний король · d5 білий кінь · e5 білий слон · g5 біла тура · a4 чорна тура · f4 чорний пішак · b3 білий слон · d3 чорний пішак · a2 чорний кінь · b2 білий пішак · c2 чорний ферзь · f2 білий кінь · h2 білий король · b1 чорний слон · c1 біла тура | b8 білий ферзь · d8 чорний слон · a7 чорна тура · e7 чорний пішак · c6 чорний пішак · e6 білий пішак · a5 білий пішак · c5 чорний король · d5 білий кінь · e5 білий слон · g5 біла тура · a4 чорна тура · f4 чорний пішак · b3 білий слон · d3 чорний пішак · a2 чорний кінь · b2 білий пішак · c2 чорний ферзь · f2 білий кінь · h2 білий король · b1 чорний слон · c1 біла тура | b8 білий ферзь · d8 чорний слон · a7 чорна тура · e7 чорний пішак · c6 чорний пішак · e6 білий пішак · a5 білий пішак · c5 чорний король · d5 білий кінь · e5 білий слон · g5 біла тура · a4 чорна тура · f4 чорний пішак · b3 білий слон · d3 чорний пішак · a2 чорний кінь · b2 білий пішак · c2 чорний ферзь · f2 білий кінь · h2 білий король · b1 чорний слон · c1 біла тура | b8 білий ферзь · d8 чорний слон · a7 чорна тура · e7 чорний пішак · c6 чорний пішак · e6 білий пішак · a5 білий пішак · c5 чорний король · d5 білий кінь · e5 білий слон · g5 біла тура · a4 чорна тура · f4 чорний пішак · b3 білий слон · d3 чорний пішак · a2 чорний кінь · b2 білий пішак · c2 чорний ферзь · f2 білий кінь · h2 білий король · b1 чорний слон · c1 біла тура | b8 білий ферзь · d8 чорний слон · a7 чорна тура · e7 чорний пішак · c6 чорний пішак · e6 білий пішак · a5 білий пішак · c5 чорний король · d5 білий кінь · e5 білий слон · g5 біла тура · a4 чорна тура · f4 чорний пішак · b3 білий слон · d3 чорний пішак · a2 чорний кінь · b2 білий пішак · c2 чорний ферзь · f2 білий кінь · h2 білий король · b1 чорний слон · c1 біла тура | b8 білий ферзь · d8 чорний слон · a7 чорна тура · e7 чорний пішак · c6 чорний пішак · e6 білий пішак · a5 білий пішак · c5 чорний король · d5 білий кінь · e5 білий слон · g5 біла тура · a4 чорна тура · f4 чорний пішак · b3 білий слон · d3 чорний пішак · a2 чорний кінь · b2 білий пішак · c2 чорний ферзь · f2 білий кінь · h2 білий король · b1 чорний слон · c1 біла тура | b8 білий ферзь · d8 чорний слон · a7 чорна тура · e7 чорний пішак · c6 чорний пішак · e6 білий пішак · a5 білий пішак · c5 чорний король · d5 білий кінь · e5 білий слон · g5 біла тура · a4 чорна тура · f4 чорний пішак · b3 білий слон · d3 чорний пішак · a2 чорний кінь · b2 білий пішак · c2 чорний ферзь · f2 білий кінь · h2 білий король · b1 чорний слон · c1 біла тура | 7 |
| 6 | b8 білий ферзь · d8 чорний слон · a7 чорна тура · e7 чорний пішак · c6 чорний пішак · e6 білий пішак · a5 білий пішак · c5 чорний король · d5 білий кінь · e5 білий слон · g5 біла тура · a4 чорна тура · f4 чорний пішак · b3 білий слон · d3 чорний пішак · a2 чорний кінь · b2 білий пішак · c2 чорний ферзь · f2 білий кінь · h2 білий король · b1 чорний слон · c1 біла тура | b8 білий ферзь · d8 чорний слон · a7 чорна тура · e7 чорний пішак · c6 чорний пішак · e6 білий пішак · a5 білий пішак · c5 чорний король · d5 білий кінь · e5 білий слон · g5 біла тура · a4 чорна тура · f4 чорний пішак · b3 білий слон · d3 чорний пішак · a2 чорний кінь · b2 білий пішак · c2 чорний ферзь · f2 білий кінь · h2 білий король · b1 чорний слон · c1 біла тура | b8 білий ферзь · d8 чорний слон · a7 чорна тура · e7 чорний пішак · c6 чорний пішак · e6 білий пішак · a5 білий пішак · c5 чорний король · d5 білий кінь · e5 білий слон · g5 біла тура · a4 чорна тура · f4 чорний пішак · b3 білий слон · d3 чорний пішак · a2 чорний кінь · b2 білий пішак · c2 чорний ферзь · f2 білий кінь · h2 білий король · b1 чорний слон · c1 біла тура | b8 білий ферзь · d8 чорний слон · a7 чорна тура · e7 чорний пішак · c6 чорний пішак · e6 білий пішак · a5 білий пішак · c5 чорний король · d5 білий кінь · e5 білий слон · g5 біла тура · a4 чорна тура · f4 чорний пішак · b3 білий слон · d3 чорний пішак · a2 чорний кінь · b2 білий пішак · c2 чорний ферзь · f2 білий кінь · h2 білий король · b1 чорний слон · c1 біла тура | b8 білий ферзь · d8 чорний слон · a7 чорна тура · e7 чорний пішак · c6 чорний пішак · e6 білий пішак · a5 білий пішак · c5 чорний король · d5 білий кінь · e5 білий слон · g5 біла тура · a4 чорна тура · f4 чорний пішак · b3 білий слон · d3 чорний пішак · a2 чорний кінь · b2 білий пішак · c2 чорний ферзь · f2 білий кінь · h2 білий король · b1 чорний слон · c1 біла тура | b8 білий ферзь · d8 чорний слон · a7 чорна тура · e7 чорний пішак · c6 чорний пішак · e6 білий пішак · a5 білий пішак · c5 чорний король · d5 білий кінь · e5 білий слон · g5 біла тура · a4 чорна тура · f4 чорний пішак · b3 білий слон · d3 чорний пішак · a2 чорний кінь · b2 білий пішак · c2 чорний ферзь · f2 білий кінь · h2 білий король · b1 чорний слон · c1 біла тура | b8 білий ферзь · d8 чорний слон · a7 чорна тура · e7 чорний пішак · c6 чорний пішак · e6 білий пішак · a5 білий пішак · c5 чорний король · d5 білий кінь · e5 білий слон · g5 біла тура · a4 чорна тура · f4 чорний пішак · b3 білий слон · d3 чорний пішак · a2 чорний кінь · b2 білий пішак · c2 чорний ферзь · f2 білий кінь · h2 білий король · b1 чорний слон · c1 біла тура | b8 білий ферзь · d8 чорний слон · a7 чорна тура · e7 чорний пішак · c6 чорний пішак · e6 білий пішак · a5 білий пішак · c5 чорний король · d5 білий кінь · e5 білий слон · g5 біла тура · a4 чорна тура · f4 чорний пішак · b3 білий слон · d3 чорний пішак · a2 чорний кінь · b2 білий пішак · c2 чорний ферзь · f2 білий кінь · h2 білий король · b1 чорний слон · c1 біла тура | 6 |
| 5 | b8 білий ферзь · d8 чорний слон · a7 чорна тура · e7 чорний пішак · c6 чорний пішак · e6 білий пішак · a5 білий пішак · c5 чорний король · d5 білий кінь · e5 білий слон · g5 біла тура · a4 чорна тура · f4 чорний пішак · b3 білий слон · d3 чорний пішак · a2 чорний кінь · b2 білий пішак · c2 чорний ферзь · f2 білий кінь · h2 білий король · b1 чорний слон · c1 біла тура | b8 білий ферзь · d8 чорний слон · a7 чорна тура · e7 чорний пішак · c6 чорний пішак · e6 білий пішак · a5 білий пішак · c5 чорний король · d5 білий кінь · e5 білий слон · g5 біла тура · a4 чорна тура · f4 чорний пішак · b3 білий слон · d3 чорний пішак · a2 чорний кінь · b2 білий пішак · c2 чорний ферзь · f2 білий кінь · h2 білий король · b1 чорний слон · c1 біла тура | b8 білий ферзь · d8 чорний слон · a7 чорна тура · e7 чорний пішак · c6 чорний пішак · e6 білий пішак · a5 білий пішак · c5 чорний король · d5 білий кінь · e5 білий слон · g5 біла тура · a4 чорна тура · f4 чорний пішак · b3 білий слон · d3 чорний пішак · a2 чорний кінь · b2 білий пішак · c2 чорний ферзь · f2 білий кінь · h2 білий король · b1 чорний слон · c1 біла тура | b8 білий ферзь · d8 чорний слон · a7 чорна тура · e7 чорний пішак · c6 чорний пішак · e6 білий пішак · a5 білий пішак · c5 чорний король · d5 білий кінь · e5 білий слон · g5 біла тура · a4 чорна тура · f4 чорний пішак · b3 білий слон · d3 чорний пішак · a2 чорний кінь · b2 білий пішак · c2 чорний ферзь · f2 білий кінь · h2 білий король · b1 чорний слон · c1 біла тура | b8 білий ферзь · d8 чорний слон · a7 чорна тура · e7 чорний пішак · c6 чорний пішак · e6 білий пішак · a5 білий пішак · c5 чорний король · d5 білий кінь · e5 білий слон · g5 біла тура · a4 чорна тура · f4 чорний пішак · b3 білий слон · d3 чорний пішак · a2 чорний кінь · b2 білий пішак · c2 чорний ферзь · f2 білий кінь · h2 білий король · b1 чорний слон · c1 біла тура | b8 білий ферзь · d8 чорний слон · a7 чорна тура · e7 чорний пішак · c6 чорний пішак · e6 білий пішак · a5 білий пішак · c5 чорний король · d5 білий кінь · e5 білий слон · g5 біла тура · a4 чорна тура · f4 чорний пішак · b3 білий слон · d3 чорний пішак · a2 чорний кінь · b2 білий пішак · c2 чорний ферзь · f2 білий кінь · h2 білий король · b1 чорний слон · c1 біла тура | b8 білий ферзь · d8 чорний слон · a7 чорна тура · e7 чорний пішак · c6 чорний пішак · e6 білий пішак · a5 білий пішак · c5 чорний король · d5 білий кінь · e5 білий слон · g5 біла тура · a4 чорна тура · f4 чорний пішак · b3 білий слон · d3 чорний пішак · a2 чорний кінь · b2 білий пішак · c2 чорний ферзь · f2 білий кінь · h2 білий король · b1 чорний слон · c1 біла тура | b8 білий ферзь · d8 чорний слон · a7 чорна тура · e7 чорний пішак · c6 чорний пішак · e6 білий пішак · a5 білий пішак · c5 чорний король · d5 білий кінь · e5 білий слон · g5 біла тура · a4 чорна тура · f4 чорний пішак · b3 білий слон · d3 чорний пішак · a2 чорний кінь · b2 білий пішак · c2 чорний ферзь · f2 білий кінь · h2 білий король · b1 чорний слон · c1 біла тура | 5 |
| 4 | b8 білий ферзь · d8 чорний слон · a7 чорна тура · e7 чорний пішак · c6 чорний пішак · e6 білий пішак · a5 білий пішак · c5 чорний король · d5 білий кінь · e5 білий слон · g5 біла тура · a4 чорна тура · f4 чорний пішак · b3 білий слон · d3 чорний пішак · a2 чорний кінь · b2 білий пішак · c2 чорний ферзь · f2 білий кінь · h2 білий король · b1 чорний слон · c1 біла тура | b8 білий ферзь · d8 чорний слон · a7 чорна тура · e7 чорний пішак · c6 чорний пішак · e6 білий пішак · a5 білий пішак · c5 чорний король · d5 білий кінь · e5 білий слон · g5 біла тура · a4 чорна тура · f4 чорний пішак · b3 білий слон · d3 чорний пішак · a2 чорний кінь · b2 білий пішак · c2 чорний ферзь · f2 білий кінь · h2 білий король · b1 чорний слон · c1 біла тура | b8 білий ферзь · d8 чорний слон · a7 чорна тура · e7 чорний пішак · c6 чорний пішак · e6 білий пішак · a5 білий пішак · c5 чорний король · d5 білий кінь · e5 білий слон · g5 біла тура · a4 чорна тура · f4 чорний пішак · b3 білий слон · d3 чорний пішак · a2 чорний кінь · b2 білий пішак · c2 чорний ферзь · f2 білий кінь · h2 білий король · b1 чорний слон · c1 біла тура | b8 білий ферзь · d8 чорний слон · a7 чорна тура · e7 чорний пішак · c6 чорний пішак · e6 білий пішак · a5 білий пішак · c5 чорний король · d5 білий кінь · e5 білий слон · g5 біла тура · a4 чорна тура · f4 чорний пішак · b3 білий слон · d3 чорний пішак · a2 чорний кінь · b2 білий пішак · c2 чорний ферзь · f2 білий кінь · h2 білий король · b1 чорний слон · c1 біла тура | b8 білий ферзь · d8 чорний слон · a7 чорна тура · e7 чорний пішак · c6 чорний пішак · e6 білий пішак · a5 білий пішак · c5 чорний король · d5 білий кінь · e5 білий слон · g5 біла тура · a4 чорна тура · f4 чорний пішак · b3 білий слон · d3 чорний пішак · a2 чорний кінь · b2 білий пішак · c2 чорний ферзь · f2 білий кінь · h2 білий король · b1 чорний слон · c1 біла тура | b8 білий ферзь · d8 чорний слон · a7 чорна тура · e7 чорний пішак · c6 чорний пішак · e6 білий пішак · a5 білий пішак · c5 чорний король · d5 білий кінь · e5 білий слон · g5 біла тура · a4 чорна тура · f4 чорний пішак · b3 білий слон · d3 чорний пішак · a2 чорний кінь · b2 білий пішак · c2 чорний ферзь · f2 білий кінь · h2 білий король · b1 чорний слон · c1 біла тура | b8 білий ферзь · d8 чорний слон · a7 чорна тура · e7 чорний пішак · c6 чорний пішак · e6 білий пішак · a5 білий пішак · c5 чорний король · d5 білий кінь · e5 білий слон · g5 біла тура · a4 чорна тура · f4 чорний пішак · b3 білий слон · d3 чорний пішак · a2 чорний кінь · b2 білий пішак · c2 чорний ферзь · f2 білий кінь · h2 білий король · b1 чорний слон · c1 біла тура | b8 білий ферзь · d8 чорний слон · a7 чорна тура · e7 чорний пішак · c6 чорний пішак · e6 білий пішак · a5 білий пішак · c5 чорний король · d5 білий кінь · e5 білий слон · g5 біла тура · a4 чорна тура · f4 чорний пішак · b3 білий слон · d3 чорний пішак · a2 чорний кінь · b2 білий пішак · c2 чорний ферзь · f2 білий кінь · h2 білий король · b1 чорний слон · c1 біла тура | 4 |
| 3 | b8 білий ферзь · d8 чорний слон · a7 чорна тура · e7 чорний пішак · c6 чорний пішак · e6 білий пішак · a5 білий пішак · c5 чорний король · d5 білий кінь · e5 білий слон · g5 біла тура · a4 чорна тура · f4 чорний пішак · b3 білий слон · d3 чорний пішак · a2 чорний кінь · b2 білий пішак · c2 чорний ферзь · f2 білий кінь · h2 білий король · b1 чорний слон · c1 біла тура | b8 білий ферзь · d8 чорний слон · a7 чорна тура · e7 чорний пішак · c6 чорний пішак · e6 білий пішак · a5 білий пішак · c5 чорний король · d5 білий кінь · e5 білий слон · g5 біла тура · a4 чорна тура · f4 чорний пішак · b3 білий слон · d3 чорний пішак · a2 чорний кінь · b2 білий пішак · c2 чорний ферзь · f2 білий кінь · h2 білий король · b1 чорний слон · c1 біла тура | b8 білий ферзь · d8 чорний слон · a7 чорна тура · e7 чорний пішак · c6 чорний пішак · e6 білий пішак · a5 білий пішак · c5 чорний король · d5 білий кінь · e5 білий слон · g5 біла тура · a4 чорна тура · f4 чорний пішак · b3 білий слон · d3 чорний пішак · a2 чорний кінь · b2 білий пішак · c2 чорний ферзь · f2 білий кінь · h2 білий король · b1 чорний слон · c1 біла тура | b8 білий ферзь · d8 чорний слон · a7 чорна тура · e7 чорний пішак · c6 чорний пішак · e6 білий пішак · a5 білий пішак · c5 чорний король · d5 білий кінь · e5 білий слон · g5 біла тура · a4 чорна тура · f4 чорний пішак · b3 білий слон · d3 чорний пішак · a2 чорний кінь · b2 білий пішак · c2 чорний ферзь · f2 білий кінь · h2 білий король · b1 чорний слон · c1 біла тура | b8 білий ферзь · d8 чорний слон · a7 чорна тура · e7 чорний пішак · c6 чорний пішак · e6 білий пішак · a5 білий пішак · c5 чорний король · d5 білий кінь · e5 білий слон · g5 біла тура · a4 чорна тура · f4 чорний пішак · b3 білий слон · d3 чорний пішак · a2 чорний кінь · b2 білий пішак · c2 чорний ферзь · f2 білий кінь · h2 білий король · b1 чорний слон · c1 біла тура | b8 білий ферзь · d8 чорний слон · a7 чорна тура · e7 чорний пішак · c6 чорний пішак · e6 білий пішак · a5 білий пішак · c5 чорний король · d5 білий кінь · e5 білий слон · g5 біла тура · a4 чорна тура · f4 чорний пішак · b3 білий слон · d3 чорний пішак · a2 чорний кінь · b2 білий пішак · c2 чорний ферзь · f2 білий кінь · h2 білий король · b1 чорний слон · c1 біла тура | b8 білий ферзь · d8 чорний слон · a7 чорна тура · e7 чорний пішак · c6 чорний пішак · e6 білий пішак · a5 білий пішак · c5 чорний король · d5 білий кінь · e5 білий слон · g5 біла тура · a4 чорна тура · f4 чорний пішак · b3 білий слон · d3 чорний пішак · a2 чорний кінь · b2 білий пішак · c2 чорний ферзь · f2 білий кінь · h2 білий король · b1 чорний слон · c1 біла тура | b8 білий ферзь · d8 чорний слон · a7 чорна тура · e7 чорний пішак · c6 чорний пішак · e6 білий пішак · a5 білий пішак · c5 чорний король · d5 білий кінь · e5 білий слон · g5 біла тура · a4 чорна тура · f4 чорний пішак · b3 білий слон · d3 чорний пішак · a2 чорний кінь · b2 білий пішак · c2 чорний ферзь · f2 білий кінь · h2 білий король · b1 чорний слон · c1 біла тура | 3 |
| 2 | b8 білий ферзь · d8 чорний слон · a7 чорна тура · e7 чорний пішак · c6 чорний пішак · e6 білий пішак · a5 білий пішак · c5 чорний король · d5 білий кінь · e5 білий слон · g5 біла тура · a4 чорна тура · f4 чорний пішак · b3 білий слон · d3 чорний пішак · a2 чорний кінь · b2 білий пішак · c2 чорний ферзь · f2 білий кінь · h2 білий король · b1 чорний слон · c1 біла тура | b8 білий ферзь · d8 чорний слон · a7 чорна тура · e7 чорний пішак · c6 чорний пішак · e6 білий пішак · a5 білий пішак · c5 чорний король · d5 білий кінь · e5 білий слон · g5 біла тура · a4 чорна тура · f4 чорний пішак · b3 білий слон · d3 чорний пішак · a2 чорний кінь · b2 білий пішак · c2 чорний ферзь · f2 білий кінь · h2 білий король · b1 чорний слон · c1 біла тура | b8 білий ферзь · d8 чорний слон · a7 чорна тура · e7 чорний пішак · c6 чорний пішак · e6 білий пішак · a5 білий пішак · c5 чорний король · d5 білий кінь · e5 білий слон · g5 біла тура · a4 чорна тура · f4 чорний пішак · b3 білий слон · d3 чорний пішак · a2 чорний кінь · b2 білий пішак · c2 чорний ферзь · f2 білий кінь · h2 білий король · b1 чорний слон · c1 біла тура | b8 білий ферзь · d8 чорний слон · a7 чорна тура · e7 чорний пішак · c6 чорний пішак · e6 білий пішак · a5 білий пішак · c5 чорний король · d5 білий кінь · e5 білий слон · g5 біла тура · a4 чорна тура · f4 чорний пішак · b3 білий слон · d3 чорний пішак · a2 чорний кінь · b2 білий пішак · c2 чорний ферзь · f2 білий кінь · h2 білий король · b1 чорний слон · c1 біла тура | b8 білий ферзь · d8 чорний слон · a7 чорна тура · e7 чорний пішак · c6 чорний пішак · e6 білий пішак · a5 білий пішак · c5 чорний король · d5 білий кінь · e5 білий слон · g5 біла тура · a4 чорна тура · f4 чорний пішак · b3 білий слон · d3 чорний пішак · a2 чорний кінь · b2 білий пішак · c2 чорний ферзь · f2 білий кінь · h2 білий король · b1 чорний слон · c1 біла тура | b8 білий ферзь · d8 чорний слон · a7 чорна тура · e7 чорний пішак · c6 чорний пішак · e6 білий пішак · a5 білий пішак · c5 чорний король · d5 білий кінь · e5 білий слон · g5 біла тура · a4 чорна тура · f4 чорний пішак · b3 білий слон · d3 чорний пішак · a2 чорний кінь · b2 білий пішак · c2 чорний ферзь · f2 білий кінь · h2 білий король · b1 чорний слон · c1 біла тура | b8 білий ферзь · d8 чорний слон · a7 чорна тура · e7 чорний пішак · c6 чорний пішак · e6 білий пішак · a5 білий пішак · c5 чорний король · d5 білий кінь · e5 білий слон · g5 біла тура · a4 чорна тура · f4 чорний пішак · b3 білий слон · d3 чорний пішак · a2 чорний кінь · b2 білий пішак · c2 чорний ферзь · f2 білий кінь · h2 білий король · b1 чорний слон · c1 біла тура | b8 білий ферзь · d8 чорний слон · a7 чорна тура · e7 чорний пішак · c6 чорний пішак · e6 білий пішак · a5 білий пішак · c5 чорний король · d5 білий кінь · e5 білий слон · g5 біла тура · a4 чорна тура · f4 чорний пішак · b3 білий слон · d3 чорний пішак · a2 чорний кінь · b2 білий пішак · c2 чорний ферзь · f2 білий кінь · h2 білий король · b1 чорний слон · c1 біла тура | 2 |
| 1 | b8 білий ферзь · d8 чорний слон · a7 чорна тура · e7 чорний пішак · c6 чорний пішак · e6 білий пішак · a5 білий пішак · c5 чорний король · d5 білий кінь · e5 білий слон · g5 біла тура · a4 чорна тура · f4 чорний пішак · b3 білий слон · d3 чорний пішак · a2 чорний кінь · b2 білий пішак · c2 чорний ферзь · f2 білий кінь · h2 білий король · b1 чорний слон · c1 біла тура | b8 білий ферзь · d8 чорний слон · a7 чорна тура · e7 чорний пішак · c6 чорний пішак · e6 білий пішак · a5 білий пішак · c5 чорний король · d5 білий кінь · e5 білий слон · g5 біла тура · a4 чорна тура · f4 чорний пішак · b3 білий слон · d3 чорний пішак · a2 чорний кінь · b2 білий пішак · c2 чорний ферзь · f2 білий кінь · h2 білий король · b1 чорний слон · c1 біла тура | b8 білий ферзь · d8 чорний слон · a7 чорна тура · e7 чорний пішак · c6 чорний пішак · e6 білий пішак · a5 білий пішак · c5 чорний король · d5 білий кінь · e5 білий слон · g5 біла тура · a4 чорна тура · f4 чорний пішак · b3 білий слон · d3 чорний пішак · a2 чорний кінь · b2 білий пішак · c2 чорний ферзь · f2 білий кінь · h2 білий король · b1 чорний слон · c1 біла тура | b8 білий ферзь · d8 чорний слон · a7 чорна тура · e7 чорний пішак · c6 чорний пішак · e6 білий пішак · a5 білий пішак · c5 чорний король · d5 білий кінь · e5 білий слон · g5 біла тура · a4 чорна тура · f4 чорний пішак · b3 білий слон · d3 чорний пішак · a2 чорний кінь · b2 білий пішак · c2 чорний ферзь · f2 білий кінь · h2 білий король · b1 чорний слон · c1 біла тура | b8 білий ферзь · d8 чорний слон · a7 чорна тура · e7 чорний пішак · c6 чорний пішак · e6 білий пішак · a5 білий пішак · c5 чорний король · d5 білий кінь · e5 білий слон · g5 біла тура · a4 чорна тура · f4 чорний пішак · b3 білий слон · d3 чорний пішак · a2 чорний кінь · b2 білий пішак · c2 чорний ферзь · f2 білий кінь · h2 білий король · b1 чорний слон · c1 біла тура | b8 білий ферзь · d8 чорний слон · a7 чорна тура · e7 чорний пішак · c6 чорний пішак · e6 білий пішак · a5 білий пішак · c5 чорний король · d5 білий кінь · e5 білий слон · g5 біла тура · a4 чорна тура · f4 чорний пішак · b3 білий слон · d3 чорний пішак · a2 чорний кінь · b2 білий пішак · c2 чорний ферзь · f2 білий кінь · h2 білий король · b1 чорний слон · c1 біла тура | b8 білий ферзь · d8 чорний слон · a7 чорна тура · e7 чорний пішак · c6 чорний пішак · e6 білий пішак · a5 білий пішак · c5 чорний король · d5 білий кінь · e5 білий слон · g5 біла тура · a4 чорна тура · f4 чорний пішак · b3 білий слон · d3 чорний пішак · a2 чорний кінь · b2 білий пішак · c2 чорний ферзь · f2 білий кінь · h2 білий король · b1 чорний слон · c1 біла тура | b8 білий ферзь · d8 чорний слон · a7 чорна тура · e7 чорний пішак · c6 чорний пішак · e6 білий пішак · a5 білий пішак · c5 чорний король · d5 білий кінь · e5 білий слон · g5 біла тура · a4 чорна тура · f4 чорний пішак · b3 білий слон · d3 чорний пішак · a2 чорний кінь · b2 білий пішак · c2 чорний ферзь · f2 білий кінь · h2 білий король · b1 чорний слон · c1 біла тура | 1 |
|   | a | b | c | d | e | f | g | h |   |

FEN: 1Q1b4/r3p3/2p1P3/P1kNB1R1/r4p2/1B1p4/nPq2N1K/1bR5
1. Sf6! ~ 2. Bc3#<
1. ... Qc4 2. S2e4#   Пройшла тема анти-Гутгарта-2
1. ... d2    2. Sd3#   Пройшла тема анти-Гутгарта-1
- — - — - — -
1. ... ef6   2.Bxf6#,   1. ... Td4 2. Bd6#
1. ... Rc7 2. Qb6#,   1. ... Rd7 2. Sxd7#
1. ... Sb4 2. S6e4#

В тематичному захисті від загрози зв'язаний чорний ферзь, рухаючись по лінії зв'язки, включається на стратегічну п'яту горизонталь. Мат проходить в інший спосіб, використовуючи перекриття тури зв'язаним ферзем.